# سالیوت ۲
سالیوت ۲ (OPS-1) (روسی: Салют-۲ به معنای سلام) یک ایستگاه فضایی متعلق به شوروی بود که در سال ۱۹۷۳ به عنوان بخشی از برنامه سالیوت به فضا ارسال شد. این مأموریت اولین ایستگاه فضایی نظامی آلماز بود که پرواز کرد. در طی دو هفته از راه اندازی، ایستگاه کنترل موقعیت خود را از دست داده و از فشار خارج شد و غیرقابل استفاده شد. این اتفاق باعث خروج ایستگاه از مدار شد و بدون اینکه خدمه ای از آن بازدید کنند، در ۲۸ مه ۱۹۷۳ دوباره وارد جو شد.